# Cirsium spathulatum
Il cardo scardaccio (Cirsium spathulatum (Moretti) Gaudin, 1829) è una pianta erbacea angiosperma dicotiledone perenne molto robusta, appartenente alla famiglia delle Asteraceae.

## Etimologia
Il nome del genere (cirsium) deriva dalla parola greca kirsos = varice; da questa radice deriva poi la denominazione Kirsion, un vocabolo che sembra servisse ad identificare una pianta usata per curare questo tipo di malattia. Da kirsion  in tempi moderni il botanico francese Tournefort (1656 - 708) derivò il nome Cirsium dell'attuale genere.

Il nome italiano “cardo” è abbastanza generico in quanto nel linguaggio comune si riferisce a diversi generi e specie di piante. Tra i generi che vengono chiamati direttamente “cardo”, oppure hanno una o più specie che comunemente si chiamano con questo nome citiamo: Carduus, Carduncellus, Carlina, Centaurea, Cnicus, Cynara, Echinops, Galactites, Jurinea, Onopordum, Scolymus, Silybum, Tyrimnus, tutti della famiglia delle Asteraceae. Ma anche in altre famiglie abbiamo dei generi con delle specie che volgarmente vengono chiamate “cardi” : il genere Eryngium della famiglia delle Apiaceae o il genere Dipsacus della famiglia delle Dipsacaceae.

Il binomio scientifico della pianta di questa voce è stato perfezionato dal naturalista elvetico Jean François Aimé (Théophile, Gottlieb) Philippe Gaudin (1766  - 1833) nella pubblicazione ”Flora Helvetica: sive, Historia stirpium hucusque cognitarum in Helvetia et in tractibus counterminis aut sponte nascentium aut in hominis animaliumque usus vulgo cultarum continuata. Turici” nel 1829.

L'epiteto specifico (spathulatum = simile alla forma spatolata) fa riferimento probabilmente all'aspetto delle foglie.

## Descrizione
Le dimensioni media di questa pianta vanno da 50 a 150 cm. La forma biologica della specie è emicriptofita bienni (H bienn); sono piante a ciclo riproduttivo biennale per mezzo di gemme poste al suolo. Nel corso del primo anno presentano solamente una rosetta fogliare mentre nel secondo anno fioriscono completamente.

### Radici
Radici secondarie da rizoma.

### Fusto
- Parte ipogea: la parte sotterranea del fusto è un grosso rizoma.
- Parte epigea: la parte aerea del fusto è semplice o poco ramosa a sezione cilindrica con la superficie striata; ha un andamento eretto, coperto da una lanugine bianco - tomentosa.

### Foglie
Le foglie sono grandi e verdi a disposizione sparsa; la superficie è cosparsa di peli ispido – setolosi sulla parte superiore della pagina fogliare, mentre è bianco - tomentosa di sotto. Le foglie sono inoltre sessili o sub - amplessicauli; sono di forma pennatifida (o pennato - partite), suddivise in lobi lineari o lanceolato - acuti e distanziati con delle spine all'apice. Anche il margine della lamina presenta delle spinule. Le foglie non sono decorrenti come in altre specie del genere. 

### Infiorescenza
L'infiorescenza è formata da un capolino terminale (all'apice del fusto principale), normalmente solitario ma molto grande di forma globosa con foglie bratteali patenti o riflesse (da 2 a 4 foglie) che però di norma non superano la dimensione del capolino. L'involucro, a forma ovoide, è composto da numerose brattee (squame) ovato – acuminate dotate di spine all'apice; la superficie è glabra o sparsamente pubescente. Le brattee esterne sono ricurve o patenti; le mediane sono erette; la parte apicale delle squame è rombica (quindi più larga della base). Il ricettacolo è conico. Dimensione dell'involucro: larghezza 3 – 4 cm.

### Fiori
I fiori del capolino sono tutti tubulosi (il tipo ligulato, presente invece nella maggioranza delle Asteraceae,  è assente) e fuoriescono dall'involucro sotto forma di un largo pennello. I fiori sono inoltre ermafroditi, tetraciclici (calice– corolla – androceo – gineceo) e pentameri.
- Formula fiorale :

- /x K {\displaystyle \infty }, [C (5), A (5)], G 2 (infero), achenio

- Calice: i sepali del calice sono ridotti al minimo.
- Corolla: la corolla è purpurea o rosso – violacea o rosea – scuro (raramente bianca).
- Androceo: gli stami sono 5 con filamenti liberi, papillosi o raramente glabri e distinti, mentre le antere sono saldate in un manicotto (o tubo) circondante lo stilo.[15] Le antere in genere hanno una forma sagittata con base caudata. Il polline normalmente è tricolporato a forma sferica o schiacciata ai poli.
- Gineceo: i carpelli sono 2 e formano un ovario infero uni – loculare; lo stilo ha un stimma bifido che sporge notevolmente dalla corolla. L'ovulo è unico e anatropo.
- Fioritura: da giugno a settembre.

### Frutti
Il frutto è un achenio cilindrico con pappo piumoso formato da molte file di peli barbosi riuniti alla base.  Il pappo ha la funzione di aiutare la dispersione del seme portato lontano dal vento.

## Biologia
- Impollinazione: l'impollinazione avviene tramite insetti (impollinazione entomogama) o eventualmente ad opera del vento (impollinazione anemogama). Tra gli insetti vi possono essere farfalle diurne e notturne (lepidotteri, falene e coleotteri) e api.
- Riproduzione: la fecondazione avviene fondamentalmente tramite l'impollinazione dei fiori (vedi sopra).
- Dispersione: i semi cadendo a terra (dopo essere stati trasportati per alcuni metri dal vento per merito del pappo – disseminazione anemocora) sono successivamente dispersi soprattutto da insetti tipo formiche (disseminazione mirmecoria).

## Distribuzione e habitat

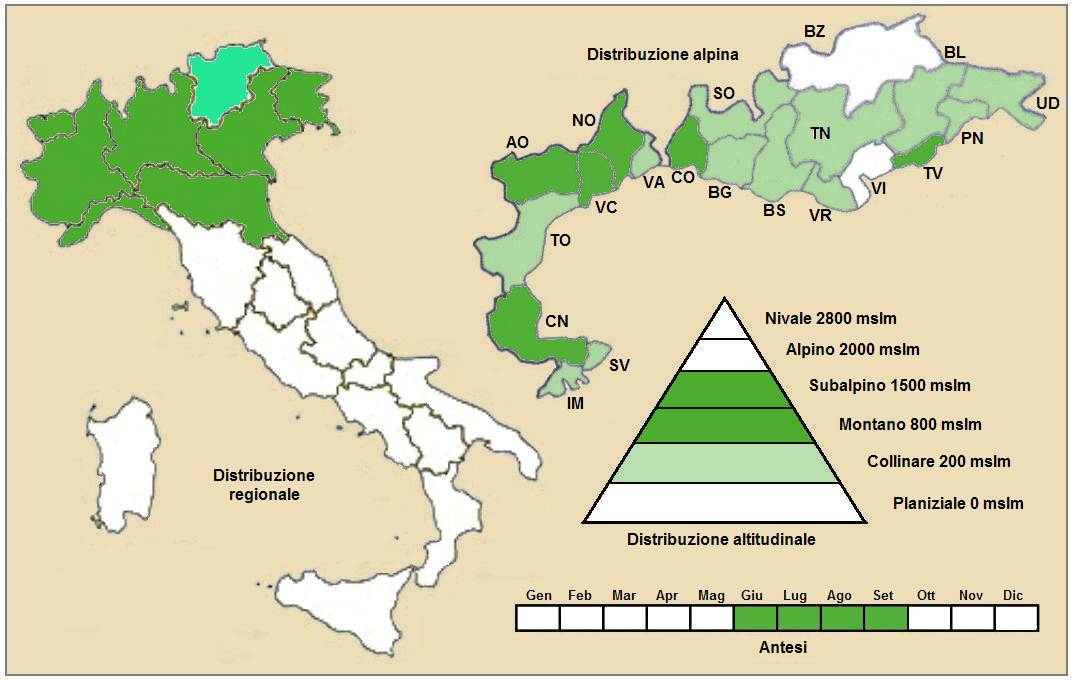
Distribuzione della specie spathulatum (Distribuzione regionale – Distribuzione alpina)

- Geoelemento: il tipo corologico (area di origine) è "Alpico-Appenninico".
- Distribuzione: si trova solamente al nord dell'Italia e raramente; nelle Alpi è presente in Piemonte e Lombardia; oltre confine (sempre nelle Alpi) si trova nel dipartimento francese della Savoia;[16]
- Habitat: l'habitat tipico per questa specie sono gli ambienti ruderali, i riposi del bestiame, le schiarite forestali, le praterie rase e gli arbusteti meso-termofili. Il substrato preferito è calcareo ma anche calcareo/siliceo con pH basico, alti valori nutrizionali del terreno che deve essere secco.
- Distribuzione altitudinale:  da 100 a 1.800 m s.l.m.. Da un punto di vista altitudinale alpino questa sottospecie frequenta il piano vegetazionale montano, quello subalpino e in parte quello collinare;

### Fitosociologia
Dal punto di vista fitosociologico alpino Cirsium spathulatum appartiene alla seguente comunità vegetale:
Formazione: delle comunità perenni nitrofile
Classe: Artemisietea vulgaris
Ordine: Onopordetalia acanthii

## Tassonomia
La famiglia di appartenenza di questa voce (Asteraceae o Compositae, nomen conservandum) probabilmente originaria del Sud America, è la più numerosa del mondo vegetale, comprende oltre 23.000 specie distribuite su 1.535 generi, oppure 22.750 specie e 1.530 generi secondo altre fonti (una delle checklist più aggiornata elenca fino a 1.679 generi). La famiglia attualmente (2021) è divisa in 16 sottofamiglie.
Cardueae è una delle 4 tribù della sottofamiglia. La tribù Cardueae a sua volta è suddivisa in 12 sottotribù (la sottotribù Carduinae è una di queste). Il genere Cirsium elenca 435 specie con una distribuzione cosmopolita, 35 delle quali sono presenti spontaneamente sul territorio italiano.
Basionimo: Cnicus spathulatus Moretti, 1822

### Filogenesi
Il genere di questa voce è inserito nel gruppo tassonomico della sottotribù Carduinae. In precedenza provvisoriamente era inserito nel gruppo tassonomico informale "Carduus-Cirsium Group". La posizione filogenetica di questo gruppo nell'ambito della sottotribù è abbastanza vicina al "core" della sottotribù (con il genere Carduus forma un "gruppo fratello") e dalle analisi molecolari è stato calcolato in 7,2 milioni di anni fa la separazione di questo genere dal resto del gruppo (è stato l'ultimo a separarsi).
Il genere Cirsium spesso viene botanicamente “confuso” con altri generi come quello del Carduus o Cnicus (e di altri ancora). Le specie del primo genere ad esempio sono molto simili a quelle del Cirsium, anche se una certa distinzione è possibile servendosi dell'aspetto del pappo (in Cirsium è formato da setole piumose; mentre in Carduus è composto da pagliette denticolate scabre).
Questa pianta appartiene all'"Aggregato di C. eriophorum”. Si tratta di un gruppo polimorfo di difficile determinazione. I seguenti caratteri sono distintivi per questo gruppo:
- il portamento delle piante è erbaceo bienne alte al massimo 20 cm;
- i fusti non sono alati;
- il contorno delle foglie è lanceolato con lobi laterali e spina apicale lunga fino a 20 mm;
- la pagina superiore delle foglie ha delle spine pungenti, quella inferiore si presenta da sparsamente pubescente a aracnoideo-lanosa;
- l'infiorescenza si compone di capolini solitari (o lassi racemi) sottesi da alcune foglie bratteali;
- gli involucri si presentano densamente pubescenti-tomentosi con brattee erette o ricurve (quelle esterne) e patenti (quelle mediane) larghe oltre 1,5 mm;
- il colore della corolla è purpureo con lobi corti.

La specie C. eriophorum (cardo scardaccio) si distingue per l'involucro che ha dimensioni maggiori (fino a 70 mm), e si presenta tomentoso (quasi ragnateloso).
Il numero cromosomico di C. spathulatum è 2n = 34.